# Yoshinori Taguchi
Yoshinori Taguchi (Prefettura di Saitama, 14 settembre 1965) è un ex calciatore giapponese, di ruolo difensore.